# Isthmiade ichneumoniformis
Isthmiade ichneumoniformis är en skalbaggsart som beskrevs av Bates 1870. Isthmiade ichneumoniformis ingår i släktet Isthmiade och familjen långhorningar. Inga underarter finns listade i Catalogue of Life.